# Times of Conflict
Times of Conflict — це відеогра 2000 року, розроблена студією «Eugen Systems» і видана компанією «Microids». Гра є стратегією в реальному часі, в якій гравці керують однією з трьох цивілізацій, які змагаються між собою за контроль над планетою на чужій планеті Едгаер: Орден Гільдії, Фундація та Альянс. Після виходу Times of Conflict отримала змішані відгуки: деякі критики хвалили дизайн сюжетного режиму та битв, однак інші вважали гру невиразною на тлі інших стратегій того періоду, критикували камеру, керування та штучний інтелект юнітів.

## Ігровий процес
Гра має сюжетний режим (Campaign), у якому гравець проходить серію місій, а також режим одиночної битви для швидкої гри. У кампанії гравець обирає одного з лідерів трьох фракцій. Ігровий процес поділяється на карткову фазу та фазу битви. На двовимірній карті кампанії армії гравця представлені фішкою, яку можна переміщати між територіями планети Едгаер. Протягом «місяців» (тобто ходів у покроковому режимі) гравець може пересувати свої війська, атакувати ворогів або поповнювати ресурси. Коли війська супротивників зустрічаються на одній території, гра переходить у фазу битви, яка відбувається в режимі реального часу. Перемоги в таких битвах дають гравцеві очки престижу, які можна витратити на нові юніти. Також гравець отримує контроль над захопленою територією, де можна створювати додаткові війська. У цьому режимі персонажі надають репліки, що просувають сюжет кампанії та дають поради гравцеві щодо дій.
Геймплей у реальному часі виконаний у тривимірному форматі, з можливістю вільно обертати й масштабувати камеру. Бої відбуваються за участі різних типів юнітів: піхоти, стрільців, легких і важких бронетанкових машин, а також авіації. Керування юнітами здійснюється шляхом клацань миші: можна віддавати команди напряму або використовувати «макрокоманди», які автоматизують дії — наприклад, підкріплення, транспортування або формування бойового строю. Гра також використовує «систему збалансованих наказів», яка визначає пріоритет команд відповідно до кількості клацань миші, зроблених гравцем. Times of Conflict має мережевий режим із підтримкою до восьми гравців.

## Відгуки
| Видання       | Оцінка |
| ------------- | ------ |
| Gamekult      | 2/10   |
| Génération 4  | 8/20   |
| Jeuxvideo.com | 16/20  |
| PC Zone       | 12%    |

Jeuxvideo похвалив гру, відзначивши, що її «захопливий і складний» дизайн виникає завдяки «характеру й індивідуальності» сюжету та персонажів, а також завдяки «надзвичайно різноманітним» картам і місіям. Génération 4 схвально відгукнувся про «атмосферу футуристичного коміксу» гри й вважав, що в ній є «гарні ідеї», проте критично оцінив бойові епізоди, назвавши їх «незрозумілими» та позбавленими стратегії. Журнал Giochi per il mio computer зазначив, що гра «не позбавлена недоліків» і їй бракує новизни, але «все ж таки на тактичному й стратегічному рівні» вона утримує інтерес завдяки «добре опрацьованому й майже оригінальному однокористувацькому режиму». Xtreme PC похвалив «вражаючі» бойові сцени завдяки світловим ефектам, але розкритикував сюжет, персонажів і дизайн юнітів як такі, що позбавлені оригінальності. Gamekult назвав гру «посередньою та жахливою» через «неспроможний» штучний інтелект супротивника й систему пошуку шляху, а також через численні помилки, зокрема «зависання й проблеми з відображенням». Мартін Корда з PC Zone так само розкритикував поведінку юнітів у грі, зауваживши, що вони «роблять усе навпаки на відміну від того, що їм наказуєш», і висміяв сюжет та графіку гри.